# Byszkowo
Byszkowo (niem. Böskau) – osada sołecka w Polsce położona w województwie zachodniopomorskim, w powiecie drawskim, w gminie Czaplinek. W latach 1975–1998 miejscowość administracyjnie należała do województwa koszalińskiego. W roku 2007 osada liczyła 122 mieszkańców. 
Osada wchodząca w skład sołectwa: Kamienna Góra.

## Geografia
Osada leży ok. 9,5 km na południowy wschód od Czaplinka, ok. 2,5 km na zachód od drogi wojewódzkiej nr 163, nad jeziorem Byszkowo.